# 론치패드 맥쾍
론치패드 맥쾍(영어: Launchpad MaQuack)는 스크루지 맥덕의 휘하에서 주로 힘쓰는 일을 담당하는 직원답게 덩치가 매우 크다.